# Leucos aula
Il triotto (Leucos aula Bonaparte, 1841) è un pesce osseo d'acqua dolce appartenente alla famiglia dei ciprinidi.

## Distribuzione e habitat
È una specie endemica dei corsi d'acqua della Pianura Padana, è presente anche in alcuni fiumi dell'Istria slovena e croata e in alcuni torrenti nei pressi di Zara, sempre in Croazia.
È stato introdotto in molti corsi d'acqua dell'Italia peninsulare e della Sardegna dove ha formato popolazioni stabili (fenomeno noto come transfaunazione). In particolare nel lago Trasimeno ha del tutto soppiantato l'autoctona rovella portandola all'estinzione locale.
Predilige acque stagnanti o a corrente lentissima con ricca presenza di vegetazione acquatica come stagni, laghi, canali, tratti bassi dei fiumi nella zona dei ciprinidi fitofili. Evita acque fredde o con corrente viva, ciò nonostante si conoscono popolazioni fino a 2000 metri di quota.

## Descrizione
Ha corpo affusolato ma relativamente alto e compresso lateralmente; gli occhi sono grandi, la testa piccola e la bocca piccola, in posizione frontale e leggermente inferiore. Questa specie durante il periodo riproduttivo non sviluppa i tubercoli nuziali. La livrea è argentea con tonalità verdastre sul dorso e con una striscia scura (spesso con riflessi violacei) sul fianco che parte dall'opercolo branchiale e giunge al peduncolo caudale. L'iride dell'occhio è rossa (ma vi possono essere esemplari o intere popolazioni in cui questo colore è poco visibile) mentre le pinne sono incolori o verdastre, talvolta con tonalità giallastre ma non hanno mai colore rosso o arancio. L'affine rovella è simile ed è endemica del versante tirrenico dell'Italia centrale (ma introdotta altrove), si distingue principalmente per l'occhio che non è mai rosso, le pinne hanno quasi sempre tonalità rossastre, il corpo è meno alto e compresso e i maschi in epoca riproduttiva hanno i tubercoli nuziali.
La taglia, maggiore nelle femmine, è mediamente sui 10-15 cm, eccezionalmente raggiunge i 20 cm e il record noto è di 26 cm.

## Biologia
La longevità raggiunge i 7 anni.

## Comportamento
È un pesce gregario che forma banchi anche assai grandi, spesso frammisto ad altri ciprinidi di simili dimensioni.

### Riproduzione
Il periodo riproduttivo è la tarda primavera, soprattutto nel mese di giugno. La a deposizione delle uova avviene in gruppetti composti da una femmina e alcuni maschi. Le uova sono deposte in acqua poco profonda, sulle piante acquatiche, a cui si attaccano. Si tratta di un pesce estremamente prolifico: la femmina può deporre fino a 100.000 uova. La maturità sessuale è raggiunta a un anno per i maschi e a due per le femmine ma talvolta non avviene prima dei 3 anni. Si può ibridare con l'alborella e con l'alloctono gardon.

### Alimentazione
Ha dieta onnivora, nutrendosi di materiale vegetale, specie alghe bentoniche, larve di insetti e altri invertebrati bentonici.

## Conservazione
Si tratta di una specie assai comune sia nell'areale naturale che laddove introdotta, le popolazioni non mostrano segni di rarefazione. Può esserci qualche impatto a causa dell'introduzione di specie aliene come Rutilus rutilus, Ctenopharyngodon idella e Silurus glanis, soprattutto nei laghi. La Lista rossa IUCN la classifica come "a rischio minimo".

### Specie aliena
A causa della sua introduzione nell'areale dell'affine rovella (dove prima non era presente) si sono trovate in simpatria le due specie. Si è verificato un certo differenziamento dell'habitat fra le due, infatti la rovella è prevalente nei corsi d'acqua in cui c'è un minimo di corrente, dove la vegetazione è più scarsa e dove il fondo è più sabbioso mentre il triotto prevale nelle acque ferme, ricche di vegetazione sommersa ed a fondo fangoso o terroso. Comunque la sua introduzione ha prodotto una netta rarefazione della rovella.

## Pesca
È molto conosciuto dai pescatori come pesce da gara o come cattura adatta a pescatori alle prime armi vista la facilità con cui abbocca, ma poco apprezzate risultano le sue carni, scadenti, liscosissime e poco consistenti. In qualche località se ne fanno fritture. Viene talvolta utilizzato come esca viva. Viene spesso confuso e scambiato per altri pesciolini suoi simili (alborella, rovella, scardola).